# Vasıf Öngören
Vasıf Öngören (* 15. Februar 1938 in Kütahya; † 1. Mai 1984 Amsterdam) war ein türkischer Autor und Theatergründer, der mehrfach in Deutschland lebte.
Von 1962 bis 1966 studierte Öngören in Ost-Berlin Theaterwissenschaft und lernte beim Berliner Ensemble Bertolt Brechts. Danach gründete er, zurück in der Türkei, das erste an Brecht orientierte Theater der Türkei, das Kollektiv-Theater. 1977 ging Öngören aus politischen Gründen als Exilant nach West-Berlin. Hier gründete er 1980 die Kollektiv-Theater GmbH. Zuvor hatte er es mit einer zweibändigen Buchveröffentlichung, Des Märchens Kern (1978), auf die Auswahlliste zum Deutschen Jugendbuchpreis 1979 geschafft. Ab 1982 in den Niederlanden tätig, starb Öngören 1984 während der Proben an einem Stück.
Das Filmfestival Türkei/Deutschland vergibt Öngören zu Ehren einen „Öngören-Filmpreis für Menschenrechte und Demokratie“.